# Paolo Valenciano
Juan Paolo P. Valenciano (12 de octubre de 1986, Manila), conocido artísticamente como Paolo Valenciano o Ppv. Es un cantante, modelo comercial y actor de teatro filipino, además vocalista del grupo Salamín. Es hijo mayor del actor y cantante Gary Valenciano, su madre es Angeli Pangilinan y además tiene tres hermanos.

## Filmografía

### Teatro
- Bocinazos - como Patito y Rana Teatro Meralco, 08 hasta 09, 2003.
- El león, la bruja y el armario - como Pedro (Protagonista), Teatro Meralco, 2002.
- Whistle Down The Wind - En el escenario, en Greenbelt, mayo de 2001.
- Archie - como Reggie Shangri-la alameda, Mandaluyong, mayo de 2000.
- Programa TFCA Navidad como Angel (Protagonista), Shangri-la alameda, Mandaluyong, mayo de 2000.

### Revista en tapas y artículos
- Candy Magazine
- Diecisiete 2000
- Sr. Y Sra., Padres, Kislap.
- Varios
- Meg Magazine
- Star Magazine Studio
- TIZA

### Anuncios
- Banco BPI Familia (Family) 2005 - 2006.
- G-Cash Globe, 2004-2005.
- Penshoppe, Modelo de imagen de 2003.
- Alaska Leche en polvo (con la familia).
- Bioderm (con Gary Valenciano).
- Coca Cola (con la familia).
- Colgate (con Gary Valenciano).
- Sony Betamax (con Gary Valenciano).
- Johnson & Johnson en polvo para bebés.

### Otros
- Gary Sinfónica V del Concierto Corazón - Invitado.
- Araneta Coliseum de 2005.
- Concierto de Gary Agradecido V - Coliseo Araneta de visitas, 2004.
- Warrior es un video para niños - como Soldado.
- Videos de música de Gary Valenciano.

### Apariciones
- Umagang Kay Ganda
- Dyesebel
- Cámara Café
- A.S.A.P
- The 700 Club Asia

## Discografía

### Con Salamín
- Salamín (2006; Nugen Music)
- Crusades (2010; Independent)

## Sitio web
- Paolo Valenciano on Twitter

- Datos: Q6060043